# Église Saint-André de Saux
L'église Saint-André est une église catholique située à Saux, en France.

## Localisation
L'église est située dans le département français du Lot sur le village de Saux.

## Historique
L'église a été construite au début du XIIIe siècle, mais incendiée pendant la guerre de Cent Ans, il n'en reste probablement que l'abside.
Le dessin du portail s'ouvrant dans la tour-clocher construite sur la première travée de la nef, et la forme des fenêtres de la tour d'escalier permettent de dater le début de la reconstruction de l'église entre la fin du XVe siècle et le XVIe siècle, suivant le plan d'une nef unique à trois travées. Les première et troisième travées sont voûtées d'ogives moulurées de gorge. La deuxième travée est voûtée d'ogives à liernes et tiercerons.
L'aspect de l'église a été modifié quand la famille de Gozon, seigneurs d’Ays, a commandité à la fin du XVIIe siècle la construction des deux chapelles latérales et l’édification des niches réparties de part et d’autre de la nef pour abriter le confessionnal et le baptistère. Les chapelles sont voûtées d'arêtes. La clef de voûte de la chapelle nord porte la date de 1679. La voûte de la deuxième travée a peut-être été modifiée car la date de 1683 est inscrite sur un arc.
L'édifice a été inscrit au titre des monuments historiques le 22 juin 1972.